# Stadsparken, Oskarshamn
Stadsparken i Oskarshamn är en centralt belägen stadspark med planteringar, utsiktspunkter och skulpturer.

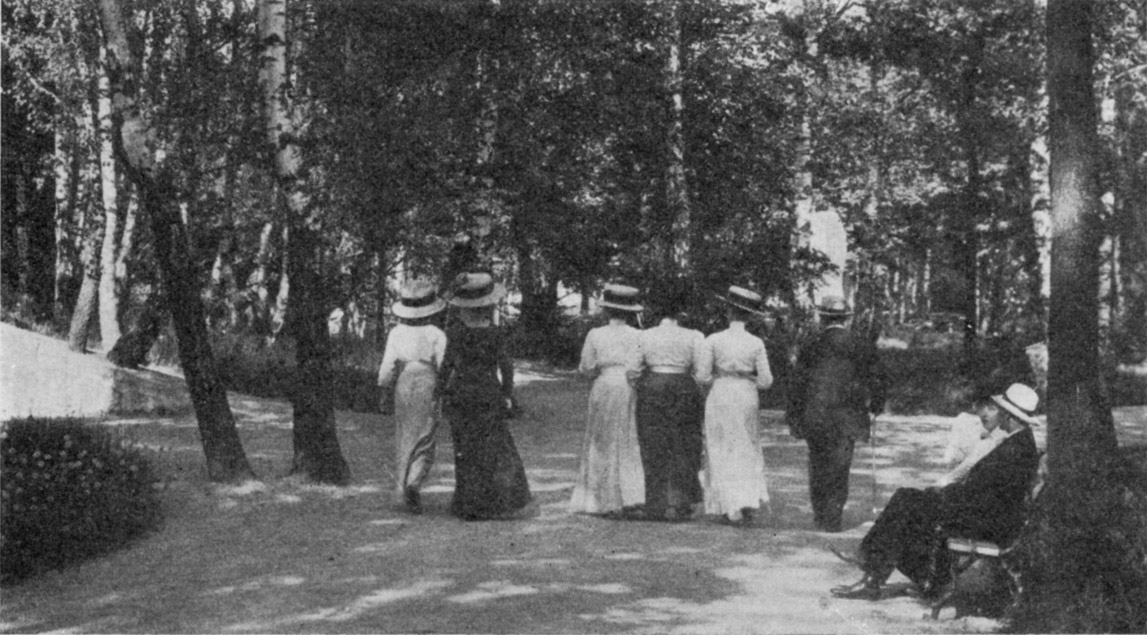
Stadsparken, början av 1900-talet

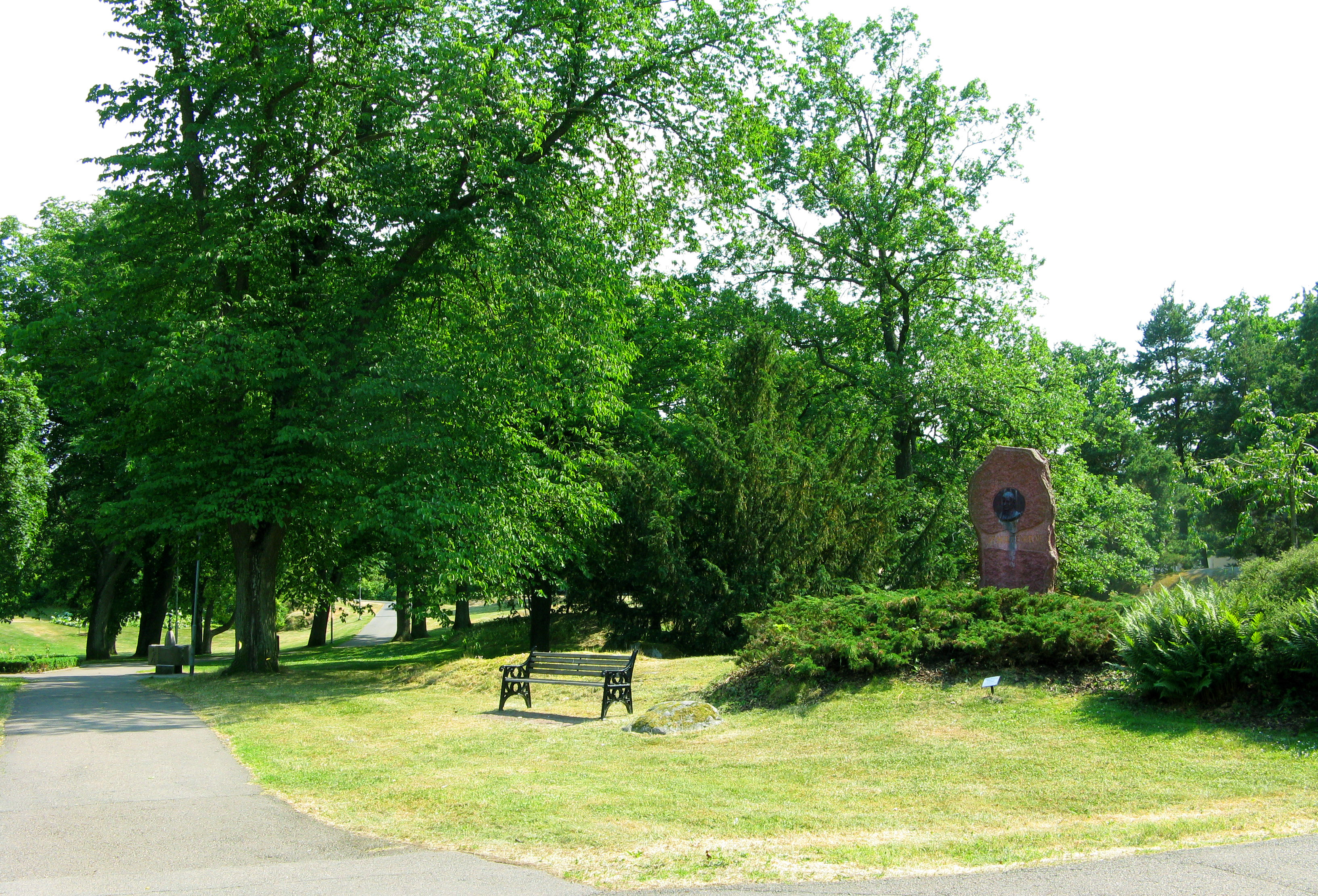
Minnesmärke över J.F Hultenheim, vars mark staden förvärvade för att anlägga stadsparken.

## Historik
År 1862 bildades på initiativ av dåvarande borgmästare Dahlström ett planteringssällskap i Oskarshamn. Planteringssällskapet började med planteringar kring Rådhuset, Terrassen och Långa soffan. Det stora steget till en stadspark togs när staden från Fredriksbergs herrgård köpte in de tre mossar som numera utgör Oskarshamns stadspark. 1891 anställde staden sin första stadsträdgårdsmästare som fick både egen bostad och ett växthus till sitt förfogande.

## Allmänt om stadsparken
Parken är relativt stor och ligger centralt belägen strax söder om centrum i Oskarshamn. I dess utkanter ligger bland annat Oskarshamns stadskyrka. Terrängen är ganska kuperad och på flera platser kommer berggrunden av granit i dagen. Stadsparken innehåller såväl planteringar, gräsmattor som skogbevuxna platser. I parkens östra delar finns utsiktspunkter över bland annat hamnområdet.
Utöver de mer traditionella botaniska inslagen finns även andra verksamheter, bland annat en tennisbana för allmänheten. I de södra delarna av parken har tidigare 4H-gården bedrivit verksamhet. Inom inhägnade delar av området höll man bland annat getter och andra djur. Den verksamheten är numera nedlagd. I stadsparken finns även en större temalekpark och en frisbeegolfbana.
Huvudentrén finns i parkens norra del vid korsningen mellan Södra Långgatan och Kyrkoallén. Här finns de ursprungliga parkgrindarna samt en orienteringstavla uppsatt. Andra entréer finns bland annat vid Båtgatan, vid Åsavägen i höjd med järnvägsstationen, samt ett antal entréer längs Hantverksgatan som leder in i parkens södra och västra delar.

## Skulpturer och utsmyckningar
Ett antal skulpturer och monument finns i parken. Några av skulpturerna är gjorda av konstnären Arvid Källström; nämligen Lekande barn, Råbock, Näckrosen och Nätdragerska. På en grässlänt i parkens östra del finns bronsskulpturen Måsen, av Karl-Gunnar Lindahl. Ett stenmonument med porträttmedaljong minner om ryttmästare Johan Fredrik Hultenheim (1802–1869) och hans stora insatser för Oskarshamns tillväxt och utveckling.

## Planteringar
Flertalet av planteringarna finns i stadsparkens norra och östra partier. Några av de arter av blommor som förekommer är: narcisser, tulpaner, pingstliljor, penséer, dahlior, margeriter, petunior, jätteverbenor, astrar, skäggört, lungört och kronärtskocka. Bland träd och buskar märks bland annat: lind, rohdodenrdon, blodplommonträd, körsbärsträd, tall och björk.